# Ismaïl (nom)
Ismaïl és un nom masculí àrab (àrab: إسماعيل, Ismāʿīl) que es correspon amb el català Ismael, que l'àrab pren directament de l'hebreu: יִשְׁמָעֵאל, Yišmāêl‎. Si bé Ismaïl és la transcripció normativa en català del nom en àrab clàssic, també se'l pot trobar transcrit Ismail, Isma'il... Com a nom de l'avantpassat mític dels àrabs i fill del patriarca Abraham, és un nom força usual entre els àrabs, especialment dels musulmans, així com és comú entre musulmans no arabòfons; aquests l'han adaptat a les característiques fòniques i gràfiques de la seva llengua: turc: İsmail.
Vegeu aquí personatges i llocs que duen aquest nom.